# Il ribelle (film 1944)
Il ribelle (None but the Lonely Heart) è un film del 1944 diretto da Clifford Odets che adattò per lo schermo None but the Lonely Heart, un romanzo di Richard Llewellyn pubblicato a Londra nel 1943.

## Trama
Un giovane londinese torna a casa dopo un lungo viaggio. Costretto a restare contro la sua volontà e incerto sul suo futuro, deve trovare l'indirizzo da dare alla propria vita: non sa se scegliere l'onesto lavoro e l'onesto matrimonio, oppure la relazione con una donna legata a un gangster e guadagni poco puliti nella cricca dell'ex marito di lei.

## Produzione
La lavorazione del film, prodotto dalla RKO, durò dal 6 marzo al 27 maggio 1944.

## Distribuzione
Il copyright del film, richiesto dalla RKO Radio Pictures Inc., fu registrato il 20 ottobre 1944 con il numero LP13003. Distribuito dalla RKO, uscì nelle sale statunitensi il 17 ottobre 1944.

## Riconoscimenti
- 1945 - Premio Oscar
  - Miglior attrice non protagonista a Ethel Barrymore
  - Candidatura Miglior attore protagonista a Cary Grant
  - Candidatura Miglior montaggio a Roland Gross
  - Candidatura Miglior colonna sonora a C. Bakaleinikoff e Hanns Eisler
- 1944 - National Board of Review Award
  - Miglior film